# Sh2-163
Sh2-163 est une nébuleuse en émission visible dans la constellation de Cassiopée.
Le nuage est situé dans la partie la plus à l'ouest de la constellation, à la frontière avec Céphée, à environ 0,5° au nord-est de la nébuleuse NGC 7635 et à environ 1° à l'ouest de l'amas ouvert M52. Étant plutôt faible, il n'est pas facilement observable optiquement, donc ni les jumelles ni un télescope amateur ne permettent de le voir. Il peut être capturé sur des photographies à longue exposition, dans lesquelles il apparaît comme une petite nébulosité diffuse. La période la plus favorable pour son observation dans le ciel du soir se situe entre octobre et décembre. La déclinaison fortement septentrionale signifie que depuis l'hémisphère sud, sa visibilité est limitée uniquement aux latitudes tropicales et subtropicales.
Il s'agit d'une région H II à un stade très avancé de son évolution. Dans le spectre visible, elle apparaît comme une nébuleuse à faible luminosité de surface, entourée, surtout du côté nord-ouest, par une bande de poussière sombre. L'une des étoiles responsables de l'ionisation du gaz dans la nébuleuse pourrait être LSI+60°8, une étoile massive de classe spectrale O9.5, située à l'extérieur du nuage lui-même. Cependant, les étoiles les plus chaudes de la région H II et responsables de son ionisation seraient complètement enveloppées de gaz. La distance du nuage, égale à 3839 parsecs (environ 12500 années-lumière) indique qu'il se situe dans la partie extérieure du bras de Persée, dans la même région que l'association OB Cassiopeiae OB2 et Sh2-157.